# 日本美術院

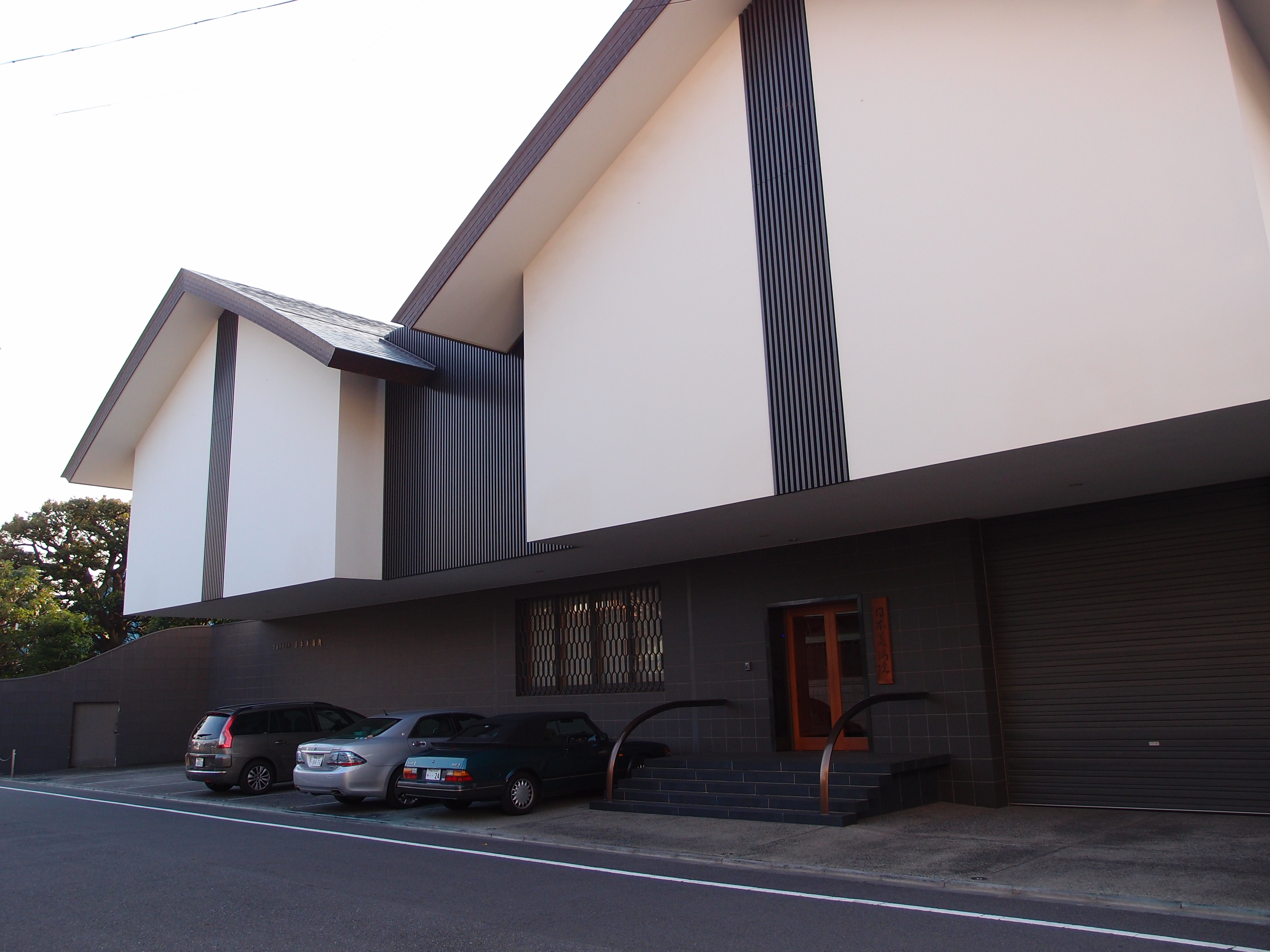
本部

公益財団法人日本美術院（にほんびじゅついん）は、1898年創立の美術家の団体であり、公益財団法人。院展は日本美術院の公募展（展覧会）の名称として現在も使われており、院展と日本美術院はほぼ同義に扱われることが多い。現在は日本画のみを対象としている。

## 沿革
- 1898年（明治31年）、岡倉覚三（天心）が東京美術学校を排斥されて辞職した際[1]に、自主的に連座して辞職した美術家達（橋本雅邦、六角紫水、横山大観、下村観山、寺崎広業、小堀鞆音、菱田春草、西郷孤月）がいた。彼らは日本美術界の旧弊に抗う岡倉の美術研究の構想に賛同し、岡倉がそれをまとめる形で美術研究団体としての日本美術院を谷中大泉寺にて結成した[注釈 1]。7月1日に創設趣旨を発表し、10月15日に創立した。
- 第一回展覧会では横山大観の「屈原」が展示された。以後、日本絵画協会と合同で春秋2回、絵画展覧会を開催するが、1900年（明治33年）秋季の展覧会が最盛期で、以後資金の欠乏、院の内紛、綱紀の乱れなどが原因で徐々に沈滞するようになる。
- 1905年（明治38年）に茨城県・五浦海岸へ別荘（六角堂）を建設した岡倉は、翌1906年（明治39年）に第一部（絵画）をそこへ移転させる。しかし当時の岡倉はフェノロサの紹介でボストン美術館中国・日本美術部に入っており、五浦とボストンを往復するうちに同院への興味を失っていく。1906年9月6日に規則を改正し、第1部（絵画）を東京に、第2部（彫刻）を奈良に置き、12月ころ第1部は茨城県五浦の研究所に移り、大観・春草・観山・木村武山は天心にしたがって同地に移住した。
- 1910年（明治43年）、岡倉がボストン美術館中国・日本美術部長として渡米したことにより、同院は事実上の解散状態となる。
- 1914年（大正3年）、文展（文部省美術展覧会）に不満を持つ大観や観山らは、前年に岡倉が歿したことを契機にその意志を引き継ぐ動きを見せ、9月2日開院式をおこない、日本美術院を再興する。場所は谷中三崎坂南町52番地（現所在地）[2]。1946年9月2日開院式、同人は今村紫紅・横山大観・安田靫彦・小杉未醒・下村観山・木村武山ら。
- 1935年（昭和10年）5月28日、文相松田源治が美術界の挙国一致体制をととのえるために帝国美術院を改組すると発表。既存の会員に加えて在野とみなされていた芸術家20人を加える内容で、日本美術院のメンバーからは横山大観を含む7人が新たな会員に選ばれた[3]。5月31日、帝国美術院規定を廃し、帝国美術院官制を制定（勅令）。6月1日、栖鳳・大観・藤島・安井らを会員に任命し、美術界は改組をめぐって紛糾し、とりわけ旧帝展系作家に不満がおこった。
- 現在、日本を代表する日本画の美術団体としてその活動を継続している。

## 過去に存在した部門

### 第二部
国宝の修理などを事業として行う日本美術院第二部が奈良に設置された。しかし、美術院の運営がうまくいかなくなり事実上茨城県五浦に移転した際、第二部は国宝などが多く修理の依頼も多い京都へ移転し、美術院という名で分離し別個に運営を行うことになった。なお、この第二部は公益財団法人美術院という名称で現存しており、「公益財団法人美術院国宝修理所」を運営している。

### 彫塑部・洋画部
当初は美術全般の団体として日本画部・彫塑部・洋画部を有していたが、下記の事情により彫塑部と洋画部が消滅した。
彫塑部1920年（大正9年）に彫刻部から彫塑部へと名称変更したのち、1961年（昭和36年）に解散する。
洋画部1920年（大正9年）、小杉未醒（放庵）が離脱したことにより洋画部所属同人が連袂退会し、解消に至る。

## 主催展覧会
同院が主催する展覧会である院展は一般に公募展と認識されているが、その実体は、所属を問わず広く作品を募り審査を経て出品される一般の部と、審査を経ずに出品される同人の部から構成されており、公募を行っているのは前者の一般の部のみである。
また、規定サイズを号で表示しない理由は、同院発足時に尺貫法で規定したものをメートル法へ換算したため該当する号が無い、との説が有力である。

### 春の院展
毎年4月上旬（年度により3月下旬の場合もある）より日本橋三越本店にて約2週間開催されるのを皮切りに、約4ヶ月かけて全国10ヶ所弱を巡回する。三越本店会場は入場無料であるが、巡回会場は基本的に入場有料である。
同展覧会の前身が習作展・試作展・小品展であることから、秋に行われる再興院展よりも出品サイズが小さく、特に同人作家にとっては実験的な作品を発表する場として位置づけられている。
- 規定サイズ
  - 縦型（外装込） - 150cm×75cm以内
  - 自由形（外装込） - 106cm×106cm以内
- 主な賞
  - 外務大臣賞
  - 春季展賞
  - 奨励賞

### 再興院展
毎年9月上旬より東京都美術館にて約2週間開催されるのを皮切りに、約1年かけて全国10ヶ所強を巡回する。全会場で入場有料。
規定サイズが大きく、作品を分割して運搬する作家も散見される。また、規定サイズを大幅に下回る作品が出品されることは皆無である。これは、小さな作品は春の院展で取り扱う慣例に倣ってのことである。
- 規定サイズ
  - 縦横自由（外装込） - 225cm×180cm以内
- 主な賞
  - 内閣総理大臣賞
  - 文部科学大臣賞
  - 日本美術院賞（大観賞）
  - 奨励賞

## 院内の序列
同院は出品者に序列を設けている。昇格基準は非公開だが、低いものから順に以下の通りである。
地位が上がれば入賞・入選しやすくなるということは無く、むしろ序列の高い者ほど弛まぬ努力を要求される。同人作家は特別な理由の無い限り毎回出品しなくてはならない、などがその最たるものであろう。
- 一般
- 研究会員
- 院友
- 特待
- 招待
- 同人

## 重要人物一覧

### 主幹
- 橋本雅邦

### 評議員長
- 岡倉覚三

### 特別賛助員
- 邨田丹陵
- 川合玉堂
- 梶田半古
- 富岡永洗
- 水野年方

### 名誉賛助員
- 川上操六
- 近衛篤麿
- 金子堅太郎
- 都筑馨六
- 大倉喜八郎
- 高田早苗
- 角田竹冷
- 島田三郎
- 田口卯吉
- 矢野文雄
- 徳富蘇峰
- アーネスト・フェノロサ
- ウィリアム・ビゲロー

### 正員
姓名50音順、日本美術院創立時のもの。
- 岡倉覚三（おかくらかくぞう）
- 岡崎雪聲（おかざきせっせい）
- 尾形月耕（おがたげっこう）
- 岡部覚弥（おかべかくや）
- 川崎千虎（かわさきちとら）
- 黒川栄勝（くろかわえいしょう）
- 剣持忠四郎（けんもちちゅうしろう）
- 小堀鞆音（こぼりともと）
- 西郷孤月（さいごうこげつ）
- 桜井正次（さくらいせいじ）
- 塩田力蔵（しおたりきぞう）
- 下村観山（しもむらかんざん）
- 新海竹太郎（しんかいたけたろう）
- 関保之助（せきやすのすけ）
- 田辺源助（たなべげんすけ）
- 寺崎広業（てらさきこうぎょう）
- 滑川貞勝（なめかわていしょう）
- 新納古拙（忠之介）（にいろこせつ（ちゅうのすけ））
- 橋本雅邦（はしもとがほう）
- 菱田春草（ひしだしゅんそう）
- 府川一則（ふかわかずのり）
- 前田香雪（まえだこうせつ）
- 松本楓湖（まつもとふうこ）
- 山田敬中（やまだけいちゅう）
- 横山大観（よこやまたいかん）
- 六角紫水（ろっかくしすい）

### 同人
推挙順、2004年（平成16年）3月現在。

#### 日本画
- 横山大観（よこやまたいかん）
- 寺崎広業（てらさきこうぎょう）
- 下村観山（しもむらかんざん）
- 木村武山（きむらぶざん）
- 安田靫彦（やすだゆきひこ）
- 今村紫紅（いまむらしこう）
- 小林古径（こばやしこけい）
- 前田青邨（まえだせいそん）
- 大智勝観（おおちしょうかん）
- 冨田溪仙（とみたけいせん）
- 中村岳陵（なかむらがくりょう）
- 荒井寛方（あらいかんぽう）
- 山村耕花（やまむらこうか）
- 筆谷等観（ふでやとうかん）
- 長野草風（ながのそうふう）
- 橋本静水（はしもとせいすい）
- 小川芋銭（おがわうせん）
- 北野恒富（きたのつねとみ）
- 速水御舟（はやみぎょしゅう）
- 川端龍子（かわばたりゅうし）
- 真道黎明（しんどうれいめい）
- 近藤浩一路（こんどうこういちろ）
- 小茂田青樹（おもだせいじゅ）
- 橋本永邦（はしもとえいほう）
- 小林柯白（こばやしかはく）
- 郷倉千靱（ごうくらせんじん）
- 堅山南風（かたやまなんぷう）
- 酒井三良（さかいさんりょう）
- 富取風堂（とみとりふうどう）
- 小山大月（こやまたいげつ）
- 奥村土牛（おくむらとぎゅう）
- 小倉遊亀（おぐらゆき）
- 田中青坪（たなかせいひょう）
- 太田聴雨（おおたちょうう）
- 中村貞以（なかむらていい）
- 新井勝利（あらいかつとし）
- 北澤映月（きたざわえいげつ）
- 小谷津任牛（こやつにんぎゅう）
- 小松均（こまつひとし）
- 中島清之（なかじまきよし）
- 片岡球子（かたおかたまこ）
- 中島多茂都（なかじまたもつ）
- 岩橋英遠（いわはしえいえん）
- 羽石光志（はねいしこうじ）
- 清原斉（きよはらひとし）
- 馬場不二（ばばふじ）
- 島多訥郎（しまだとつろう）
- 真野満（まのみつる）
- 今野忠一（こんのちゅういち）
- 福王寺法林（ふくおうじほうりん）
- 須田珙中（すだきょうちゅう）
- 郷倉和子（ごうくらかずこ）
- 樋笠数慶（ひがさすうけい）
- 塩出英雄（しおでひでお）
- 菊川多賀（きくかわたか）
- 平山郁夫（ひらやまいくお）
- 荘司福（しょうじふく）
- 吉田善彦（よしだよしひこ）
- 岡本彌壽子（おかもとやすこ）
- 常盤大空（ときわたいくう）
- 森田曠平（もりたこうへい）
- 松尾敏男（まつおとしお）
- 後藤純男（ごとうすみお）
- 小島丹樣（こじまたんよう）
- 守屋多々志（もりやただし）
- 若木山（わかきたかし）
- 下田義寛（しもだよしひろ）
- 小山硬（おやまかたし）
- 鎌倉秀雄（かまくらひでお）
- 月岡榮貴（つきおかえいき）
- 長谷川青澄（はせがわせいちょう）
- 福井爽人（ふくいさわと）
- 岩壁冨士夫（いわかべふじお）
- 伊藤髟耳（いとうほうじ）
- 松本哲男（まつもとてつお）
- 関口正男（せきぐちまさお）
- 髙橋常雄（たかはしつねお）
- 田渕俊夫（たぶちとしお）
- 山中雪人（やまなかゆきと）
- 那波多目功一（なばためこういち）
- 手塚雄二（てづかゆうじ）
- 福王寺一彦（ふくおうじかずひこ）
- 梅原幸雄（うめはらゆきお）
- 清水達三（しみずたつぞう）
- 宮廻正明（みやさこまさあき）
- 菊川三織子（きくかわみおこ）
- 西田俊英（にしだしゅんえい）
- 小谷津雅美（こやつまさみ）
- 松村公嗣（まつむらこうじ）
- 大矢紀（おおやのり）
- 高橋天山（たかはしてんざん）※旧雅号・高橋秀年
- 水谷愛子（みずたにあいこ）
- 川瀬麿士（かわせまろし）
- 吉村誠司（よしむらせいじ）
- 村上裕二（むらかみゆうじ）※村上隆の弟
- 大野百樹（おおのももき）
- 今井珠泉（いまいしゅせん）

#### 彫刻・彫塑
- 平櫛田中（ひらくしでんちゅう）
- 吉田白嶺（よしだはくれい）
- 内藤伸（ないとうしん）
- 佐藤朝山（さとうちょうざん）
- 藤井浩佑（ふじいこうゆう）
- 石井鶴三（いしいつるぞう）
- 戸張孤雁（とばりこがん）
- 中原悌二郎（なかはらていじろう）
- 下村清時（しもむらきよとき）
- 保田龍門（やすだりゅうもん）
- 喜多武四郎（きたたけしろう）
- 牧雅雄（まきまさお）
- 新海竹蔵（しんかいたけぞう）
- 大内青圃（おおうちせいほ）
- 木村五郎（きむらごろう）
- 橋本平八（はしもとへいはち）
- 山本豊市（豐一）（やまもととよいち（とよいち））
- 武井直也（たけいなおや）
- 中村直人（なかむらなおと）
- 宮本重良（みやもとじゅうりょう）
- 松原松造（まつばらしょうぞう）
- 村田徳次郎（むらたとくじろう）
- 関谷充（せきやみつる）
- 辻晋堂（つじしんどう）
- 古藤正雄（ことうまさお）
- 田中太郎（たなかたろう）
- 千野茂（ちのしげる）
- 櫻井祐一（さくらいゆういち）
- 基俊太郎（もといしゅんたろう

#### 洋画
- 小杉未醒（放庵）（こすぎみせい（ほうあん））
- 長谷川昇（はせがわのぼる）
- 倉田白羊（くらたはくよう）
- 森田恒友（もりたつねとも）
- 山本鼎（やまもとかなえ）
- 足立源一郎（あだちげんいちろう）